# Caserne Thomassin
Pour les articles homonymes, voir Thomassin.
La caserne Thomassin est une caserne construite pendant l’annexion allemande en Lorraine. Elle est située avenue de Blida à Metz. Elle a été depuis rebaptisée caserne Seré de Rivières.

## Contexte historique
Alors que Metz devient un point stratégique majeur de l’empire allemand, l’état-major allemand poursuit les travaux de fortification entamés sous le Second Empire. De nombreuses casernes sont construites pour abriter la garnison allemande qui oscille entre 15 000 et 20 000 hommes au début de la période, et dépasse 25 000 hommes avant la Première Guerre mondiale. Dans cette pépinière de généraux, se côtoient des Bavarois aux casques à chenille, des Prussiens et des Saxons aux casques à pointe et aux uniformes vert sombre, ou encore des Hessois aux uniformes vert clair. Guillaume II, qui vient régulièrement dans la cité lorraine pour inspecter les travaux d’urbanisme et ceux des forts de Metz n’hésite pas à déclarer : « Metz et son corps d’armée constituent une pierre angulaire dans la puissance militaire de l’Allemagne, destinée à protéger la paix de l’Allemagne, voire de toute l’Europe. »

## Construction et aménagements

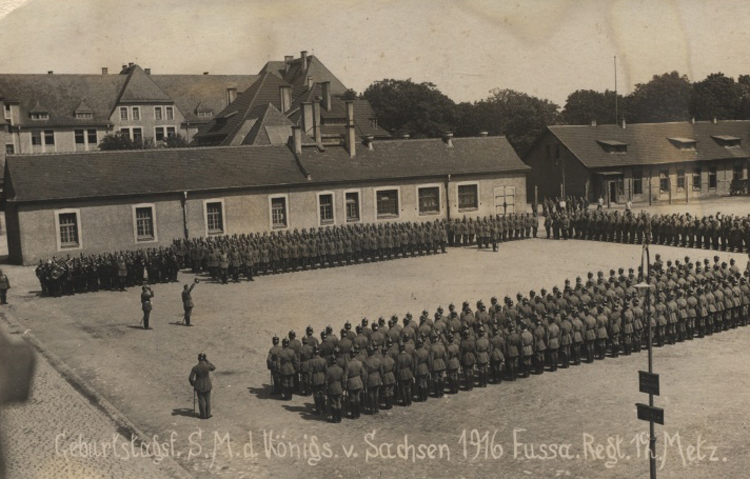
Fußartillerie-Regiment Nr. 12 (25 mai 1916)

La caserne Thomassin est construite au nord Metz. Elle se compose de plusieurs corps de bâtiments agencés autour de vastes cours. Le 1. Königlich Sächsisches Fußartillerie-Regiment Nr. 12, 12e régiment d'artillerie à pied (Royal saxon no 1) y est affecté.

## Affectations successives
En 1919, lorsque les Français occupent la Moselle, la caserne est rebaptisée Thomassin, en l'honneur du général de division Thomassin (1827-1919), né à Metz. Les bâtiments servent de lieu de casernement à l'armée française jusqu’à la Seconde Guerre mondiale. En 1938, le 122e escadron du train y a ses quartiers. La caserne est réoccupée par l’armée allemande de juin 1940 à novembre 1944. À l'issue de la bataille de Metz, l’Armée française réinvestit les lieux. Le 2e régiment du génie y prend ses quartiers, jusqu’à sa dissolution.